# Jacques Boell
Pour les articles homonymes, voir Boell.
Pas d'image ? Cliquez ici
Jacques Boell, né le 17 février 1908 à Albertville et mort le 21 août 1997 à Grasse, est un alpiniste et écrivain français, membre du Groupe de Bleau dans les années 1930.

## Biographie
Né le 17 février 1908, Jacques Boell fait ses études à HEC avant de devenir assureur-conseil puis directeur commercial chez Saint-Gobain. Alpiniste amateur, il réalise dans l'entre-deux-guerres la plupart des « grandes courses » de l'époque ainsi que diverses premières. En 1929, il commence à rédiger des souvenirs d'ascension regroupées en 1937 dans Cimes d'Oisans. Durant l'hiver 1944-1945, au côté notamment de son vieil ami du Groupe de Bleau Alain Le Ray, Jacques Boell participe aux combats des Alpes,. Après avoir écrit une série d'ouvrages dédiés au monde de la montagne (récits de courses, souvenirs de guerre en montagne, recueil de photographies, roman alpin pour la jeunesse), il obtient le prix Lafontaine de l'Académie française avec le recueil de nouvelles L'Avalanche. Jacques Boell est mort le 21 août 1997 à Grasse à l'âge de 89 ans.

## Premières
Toutes ces premières se situent dans le massif des Écrins :
- face sud de l'aiguille Dibona, 3 131 m ;
- face nord de l'aiguille d'Olan, 3 360 m ;
- 1934 : hivernale de la roche Méane, 3 712 m ;
- 1943 : hivernale du pic Gaspard, 3 883 m.

## Ouvrages
- Jacques Boell, Cimes d'Oisans, Paris, Flammarion, 1937
- Jacques Boell, SES, éclaireurs-skieurs au combat (1940, 1944, 1945), Arthaud, 1945. Réédité en 1987
- Jacques Boell, Oisans, Paris, J. Susse, 1945, prix Hercule-Catenacci de l’Académie française en 1946
- Jacques Boell, Paysages d'Oisans, Marseille, Henri Laulagnet, 1948
- Jacques Boell, L'Or de la Muzelle, Paris, Magnard, 1959
- Jacques Boell, Quinze aventures en montagne, Paris, Gautier-Languereau, 1966
- Jacques Boell, L'Avalanche et six autres nouvelles sur thèmes alpins, Paris, Fernand Lanore, 1973, prix Lafontaine de l’Académie française en 1974